# Рябчій Іван Сергійович
Іва́н Сергі́йович Рябчі́й (справжнє прізвище — Рябчий; нар. 9 серпня 1978, Кам'янське, Дніпропетровська область) — український перекладач, видавець і журналіст. Пише українською, російською та французькою мовами. У 2008—2014 роках —автор і ведучий радіожурналу «Книжковий спалах» на Першому каналі Українського радіо. Лауреат премії програми «Сковорода» Посольства Франції в Україні у 2016, 2017 та 2020 роках. Лауреат премії імені Максима Рильського 2016 року та премії Ars Translationis імені Миколи Лукаша 2019 року. Засновник і керівник видавництва «Пінзель». Директор міжнародного фестивалю мистецтв Anne de Kyiv Fest. Представник Національного центру «Мала академія наук України» в ЮНЕСКО.

## Освіта
З 1995 по 2000 роки вивчав французьку мову та літературу на факультеті іноземної філології Дніпровського національного університету імені Олеся Гончара.
У 2000—2003 роках навчався в аспірантурі за спеціальністю «Зарубіжна література», а у 2004—2007 роках — за спеціальністю «Журналістика» у Дніпровському національному університеті імені Олеся Гончара. Його керівником був відомий філософ і письменник Володимир Селіванов-Буряк.
З 2021 року ― аспірантура за спеціальністю «Філософія» при Кафедрі ЮНЕСКО з наукової освіти у Національному педагогічному університеті імені М.П. Драгоманова.

## Професійна діяльність
- 2000 — 2005 роки — викладач французької та англійської мов на кафедрі іноземних мов та краєзнавства Факультету систем та засобів масової комунікації Дніпровського національного університету імені Олеся Гончара.
- 2006 — 2007 роки — журналіст — літературно-художній журнал «Книжковий клуб Плюс» та альманах «Хроніки 2000» (Київ).
- 2007 — 2013 роки — фрилансер, співпрацював з чималою кількістю друкованих та електронних ЗМІ.[4][5]
- 2007 — 2008 роки — журналіст, оглядач  — журнал і сайт Defense Express, Центр дослідження армії, конверсії і роззброєння (ЦДАКР, Київ).[6]
- 2008 — асистент директора видавництва «Український письменник» (Київ).
- 2008 — 2009 роки — позаштатний кореспондент  — журнал і сайт «Главред» (Київ).[7]
- 2008 — 2012 роки — редактор, ведучий — головна редакція художньо-освітніх програм, Перший канал Національного радіо (Київ).
- 2010  — понині  — асистент Президента Малої академії наук України (МАН) (Київ).[8]
- 2012 — 2015 роки — автор і ведучий радіожурналу «Книжковий спалах» — Перший канал Українського радіо, позаштатно (Київ).[9][10]
- 2015  — 2016  — керівник київського офісу видавництва «Фоліо» (Харків).
- 2015 — понині — виконавчий директор фестивалю Anne de Kiev Fest (Київ).
- 2016 — директор видавництва «Пінзель» (Київ).
- 2018 — понині — агент бельгійського автора Еріка-Емманюеля Шмітта в Україні.
- 2021 ― 2022 роки ― голова Бюро авторських і суміжних прав, оформлення та дистрибуції аудіовізуальних творів при Департаменті культури КМДА
- 2022 ― понині ― викладач «Практики художнього перекладу» при кафедрі перекладу імені Ілька Корунця Київського національного лінгвістичного університету.
- 2022 ― понині ― голова Відділу нематеріальної культурної спадщини Центру культурологічних досліджень при Департаменті культури КМДА

### Участь у заходах
- 2009—2010: Форум видавців та перекладачів країн СНД та Балтії (Єреван, Вірменія)
- 2009—2016, 2019: Європейський колегіум художнього перекладу (Сенефф, Бельгія)
- 2010—2013, 2015, 2018: Книжковий салон (Париж, Франція)
- 2010: Європейська рада з питань обдарованості дітей, конференція (Париж, Франція)
- 2011: Фестиваль науки «La Novela» (Тулуза, Франція)
- 2012: Економічний форум «Зустрічі „Україна“» (Париж, Франція)
- 2013: Літературний фестиваль «Жива література» (Любляна, Словенія)[11]
- 2013: Фестиваль української літератури (Іннсбрук, Австрія)
- 2014: Європейська академія наук, мистецтв і літератури, колоквіум «Світло на службі у людства» (Касерес, Іспанія)
- 2015: Програма Міністерства культури Франції для іноземних видавців BIEF (Париж, Франція)
- 2016: Виставка EuroScience International (Тулуза, Франція)
- 2017: Програма молодих українських лідерів Open World під егідою Сенату США (Вашингтон, США)
- 2017: Всесвітній конгрес дослідників космосу (Тулуза, Франція)
- 2020: «Книжка на сцені», один з перекладачів проєкту (Київ-Львів)
- 2021: III Міжнародний конкурс юних перекладачів «Мовограй» Спілки українських освітян діаспори, голова журі
- 2021: Національна виставка Più libri più liberi (Рим, Італія)

## Іван Тюссо
Під псевдонімом Іван Тюссо написав низку скандальних статей, у тому числі для газети «Бульвар Гордона», сайту і журналу «Главред» та інших ЗМІ. Під цим же псевдо створив ряд оповідань, які друкувалися на сторінках журналу «Один з нас».

## Членство в організаціях
- 2012 — понині — член Асоціації європейських журналістів;
- 2012 — понині — член Франкомовного ПЕН-клубу Бельгії;
- 2014 — 2016 — секретар української філії Європейської академії наук, мистецтв і літератури;
- 2021 — понині — член журі Літературної премії імені Григорія Кочура;
- 2021 — понині — член Громадської ради Шевченківської районної у місті Києві державної адміністрації[14]

## Переклади
- Мішель Уельбек, «Можливість острова» (Х.: Фоліо, 2007) ISBN 978-966-03-3778-7
- Жорж Екаут, «Замок Ескаль-Віґор» (К.: Самміт-Книга, 2011) ISBN 978-966-7889-76-0[15]
- Жорж Шарпак, «Спогади вигнанця, фізика, громадянина світу» (Л.: «Видавництво Анетти Антоненко», 2014) ISBN 978-617-7192-08-3[16]
- Ерік-Емманюель Шмітт, «Двоє добродіїв із Брюсселя» (Л.: «Видавництво Анетти Антоненко», 2014) ISBN 978-617-7654-39-0[17]
- Мішель Уельбек, «Покора» (Х.: КСД, 2015) ISBN 978-966-1490-99-3 ISBN 978-208-1354-80-7[18]
- Жан-Люк Утерс, «Місце мерця. Фах» (Ч.: Видавничий дім «Букрек», 2015) ISBN 978-966-399-653-0
- Ясміна Реза, «Божество різанини» (Л.: «Видавництво Анетти Антоненко», 2015) ISBN 978-617-7192-28-1[19]
- Філіпп Делорм, «Анна Київська, дружина Генріха І» (К.: LAURUS, 2016) ISBN 978-966-2449-91-4[20]
- Жерар де Кортанз, «Фріда Кало. Безжальна врода» (К.: Нора-Друк, 2016) ISBN 978-966-8659-80-5 ISBN 978-966-8659-81-2[21]
- Ерік-Емманюель Шмітт, «Зрада Айнштайна» (Л.: «Видавництво Анетти Антоненко», 2016) ISBN 978-617-7192-45-8[22]
- Жослін Сосьє, «Дощило птахами» (Л.: «Видавництво Анетти Антоненко», 2017) ISBN 978-617-7192-59-5[23]
- Дідьє ван Ковеларт, «Жуль» (Л.: «Видавництво Анетти Антоненко», 2017) ISBN 978-617-7192-62-5[24]
- Ерік-Емманюель Шмітт, «Концерт пам'яті янгола» (Л.: «Видавництво Анетти Антоненко», 2017) ISBN 978-617-7192-78-6[25]
- Каролін Ламарш, «День пса» (Л.: «Видавництво Анетти Антоненко», 2017) ISBN 978-617-7192-79-3[26]
- Патрік Модіано, «Цирк іде» (Х.: «Фоліо», 2017) ISBN 978-966-03-7318-1
- Ненсі Г'юстон, «Печатка янгола» (Л.: «Видавництво Анетти Антоненко», 2018) ISBN 978-617-7654-01-7[27]
- Фредерік Пажак, «Ван Гог. Іскріння» (К.: Нора-Друк, 2018) ISBN 978-966-688-029-4
- Ерве Ґібер, «Другові, який не врятував мені життя» (К.: PNZL, 2018) ISBN 978-966-9764-44-7[28]
- Ерік-Емманюель Шмітт, «Мадам Пилінська і таємниця Шопена» (Л.: «Видавництво Анетти Антоненко», 2019) ISBN 978-617-7654-06-2[29]
- Жослін Сосьє, «Шахтоємці» (Л.: «Видавництво Анетти Антоненко», 2020) ISBN 978-617-7654-22-2[30]
- Каролін Ламарш, «Галявина край лісу» (Л.: «Видавництво Анетти Антоненко», 2020) ISBN 978-617-7654-27-7[31]
- Ерік-Емманюель Шмітт, «Тектоніка почуттів» (Л.: «Видавництво Анетти Антоненко», 2020) ISBN 978-617-7654-36-9[32]
- Тьєррі Дебру, «Книжконюх. Дарвін» (Л.: «Видавництво Анетти Антоненко», 2020) ISBN 978-617-7654-35-2[33]
- Жорж Батай, «Історія еротизму» (Л.: «Видавництво Анетти Антоненко», 2021) ISBN 978-617-7654-55-0[34]
- Ерве Ле Телльє, «Аномалія» (К.: Нора-Друк, 2021) ISBN 978-966-6880-81-2[35]
- Давид Б., «Підхмарне лихо» (К.: PNZL, 2021)
- Ненсі Г'юстон, «Розколини» (Л.: «Видавництво Анетти Антоненко», 2021) ISBN 978-617-7654-80-2[36]

## Інсценізовані драматичні переклади
- 2016 — «Різня», Київський національний академічний Молодий театр, режисерка ― Влада Бєлозоренко, за твором Ясміни Рези «Божество різанини»[37]
- 2019 — «Тектоніка почуттів», Київський національний академічний Молодий театр, режисер ― Тарас Криворученко, за однойменним твором Еріка-Емманюеля Шмітта[38]
- 2020 — «Таємниця Шопена», Київська академічна майстерня театрального мистецтва «Сузір'я», режисер — Олексій Кужельний, за твором Еріка-Емманюеля Шмітта «Мадам Пилінська або таємниця Шопена»[39]
- 2021 — «Bella Figura», Запорізький академічний театр молоді, режисер — Геннадій Фортус, за однойменним твором Ясміни Рези[40]
- 2021 — «Батько», Київський академічний театр драми і комедії на лівому березі Дніпра, режисер ― Стас Жирков, за однойменним твором Флоріана Зеллера[41]

## Відзнаки

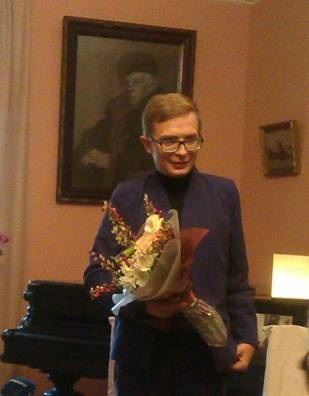
Іван Рябчій одержує Премію імені Максима Рильського 2016 року

- 2010 — Міжнародна премія імені Олеся Гончара у номінації «Мала проза» за цикл оповідань «Макабр»[42]
- 2011  — лауреат національного конкурсу Держкомтелерадіо України з висвітлення літературного життя — найкраща радіопередача (за радіожурнал «Книжковий спалах»)
- 2013 — 2 місце у Національному експертному опитуванні «Розвиток благодійності в Україні», номінація «Краща публікація на тему благодійності»
- 2014 — Літературно-мистецька премія ім. Пантелеймона Куліша (за малу прозу)[43]
- 2015 — Відзнака Посольства Франції в Україні за переклад нон-фікшн у рамках програми перекладу «Сковорода»
- 2016 — Премія імені Максима Рильського[44]
- 2016 — Премія «Сковорода» Посольства Франції в Україні (за переклад збірки Еріка-Емманюеля Шмітта «Двоє добродіїв із Брюсселя»)[45]
- 2016  — Орден Святого Миколи Чудотворця УПЦ КП за заслуги з відродження духовності в Україні
- 2017 — Премія «Сковорода» Посольства Франції в Україні (за переклад книги «Анна Київська: дружина Генріха І» Філіпа Делорма)[46]
- 2018 — Почесна грамота Міністерства культури України
- 2019 — Премія «Ars Translationis»[47]
- 2020 — Премія «Сковорода» Посольства Франції в Україні (за переклад твору «Шахтоємці» Жослін Сосьє)[48]
- 2022 ― Премія Фонду Анрі Бошо (Бельгія)